# Toñy Rosado
Antonia Rosado Casas, coneguda artísticament com a Toñy Rosado i Tony Rosado (Madrid, 8 de maig de 1923 - ibidem, 11 d'abril de 1996) fou una mezzosoprano i, posteriorment, soprano espanyola.

## Biografia
Toñy Rosado va estudiar inicialment a Madrid, després a Sant Sebastià i durant la guerra civil espanyola a Anglaterra. De tornada a Espanya, després que acabés la guerra, va estudiar al Conservatori de Madrid i més tard amb la cantant i professora de cant Lola Rodríguez Aragón. En finalitzat els seus estudis al Conservatori va rebre el Premi Extraordinari del Conservatori.

## Carrera d'òpera i sarsuela
Va començar la seva carrera cantant en la tessitura de mezzosoprano, debutant professionalment, en tessitura de soprano, en el paper de Santuzza de l'òpera Cavalleria rusticana de Pietro Mascagni en el mes d'octubre de 1946, al Teatre Fontalba de Madrid, juntament amb el tenor Beniamino Gigli. Va fer la seva presentació a Barcelona, al Teatre Tívoli, el mateix mes i amb el mateix programa de Madrid, en Cavalleria rusticana, sota la direcció del mestre Napoleone Annovazzi. Aquesta representació corresponia a la gira que la companyia va realitzar per Espanya amb el mateix doble programa, consistent en Cavalleria rusticana i en Pagliaci de Ruggero Leoncavallo, aquesta amb la soprano Rina Gigli, filla de Benimiano Gigli.
Va pertànyer al llarg de diverses temporades al elenc del Gran Teatre del Liceu de Barcelona, on va debutar la temporada 1947-1948 (la temporada de celebració del centenari del teatre) apareixent en l'anunci de la companyia com a mezzosoprano i amb el nom artístic de Tony Rosado. Va debutar al Liceu en La Wally d'Alfredo Catalani el día 12 de desembre de 1947. Uns dies més tard, el 10 de gener de 1948, va interpretar el personatge del gat a l'estrena absoluta de El gato con botas de Xavier Montsalvatge. La temporada següent va aparèixer en la representació de la trilogia d'òperes Il trittico de Puccini, estrena a Espanya en aquell 21 de desembre de 1948, cantant en Il tabarro el paper de Giorgetta. El mateix any 1948 va participar en una temporada d'òpera a Cadis, organitzada per la Sociedad Gaditana de Fomento.
La primavera de 1949 va participar en la temporada d'òpera de Sevilla, celebrada al Teatre Lope de Vega, amb la Gran Companyia d'Òpera Italiana. A la companyia hi havia una altra soprano espanyola, Maria de los Ángeles Morales. Va cantar en la producció de l'òpera Mignon d'Ambroise Thomas. La companyia va marxar després a Madrid, on van actuar al Teatro de la Zarzuela al llarg del mes de maig de 1949. El dia 20 de maig feia la seva presentació al teatre en La bohème de Puccini. Uns dies més tard, el 24 de maig de 1949, va participar, juntament amb Ana María Iriarte, Chano Gonzalo i Lorenzo Cano, en l'estrena de l'òpera de cambra Byron en Venecia amb música de l'ex ministre Eduard Aunós i lletra de Guillermo Fernández-Shaw. A finals de 1950 va participar en un acte d'homenatge al compositor Tomás Bretón en l'any del centenari del naixement del compositor. L'acte va consistir en la emissió per Ràdio Nacional d'Espanya de l'òpera La Dolores de Bretón des del Consell Superior d'Investigacions Científiques de Madrid.
L'abril de 1951 va actuar a Wiesbaden, Alemanya, amb la companyia d'òpera del Liceu en una producció de La vida breve de Manuel de Falla. L'any 1953 va participar en la temporada d'òpera del Teatre Lope de Vega de Madrid, juntament amb els cantants Manuel Ausensi, Ana María Olaria i Pau Civil, entre d'altres. L'any 1952 va participar en una gira operística per Tenerife, Las Palmas, Còrdova i Gibraltar, participant més tard en la inauguració del Teatro Isabel la Católica de Granada en la seva ubicació actual, cantant l'òpera Carmen de Bizet el dia 6 de juny en companyia d'Amparo Vera, Esteban Leoz i Manuel Ausensi, pocs dies abans de la celebració del I Festival Internacional de Música de Granada en el mateix teatre. El febrer de 1953 va cantar al Teatre Álvarez Quintero de Sevilla La bohème i havia de cantar també Tosca de Puccini, però per indisposició va ser substituïda.
Va tornar al Liceu uns quants anys més tard, el 18 de desembre de 1954, per a interpretar l'òpera Maruxa d'Amadeu Vives, en el paper principal, cantant amb Manuel Ausensi i Lina Richarte. En aquesta ocasió el nom de l'artista apareix com a Tony Rosado en la llista d'intèrprets, però com a Toñy Rosado en el peu de foto del programa de mà i a la premsa. La cantant havia guanyat uns mesos abans el premi del Concurs Internacional de Cant de Lausana (juny de 1953), cantant Andrea Chenier d'Umberto Giordano, tot i que les primeres informacions li adjudicaven el quart premi del concurs.
El maig de 1955 va cantar Aida de Verdi i Le Roi malgré lui d'Emmanuel Chabrier als Festivals de Bordeus. El 17 de setembre del mateix any va interpretar al Liceu el paper protagonista, la Lola, en l'estrena de la versió operística de La Lola se va a los puertos, del compositor Ángel Barrios. En novembre de 1956 va interpretar el paper d'Aurora la Beltrana a la sarsuela Doña Francisquita d'Amadeu Vives al Teatro de la Zarzuela de Madrid, compartint escenari amb la soprano Lina Huarte i el tenor valencià Fernando Bañó. Al llarg de les representacions d'aquesta sarsuela en aquella temporada es va assolir el nombre de 250 representacions al Teatro de la Zarzuela. L'1 de febrer de 1957 estrenava al mateix Teatro de la Zarzuela la sarsuela María Manuela, amb música de Federico Moreno Torroba sobre llibret dels germans Rafael i Guillermo Fernández-Shaw, juntament amb els cantants Albert Aguilá, Lina Huarte, Isabel Penagos, Aníbal Vela, Gerardo Monreal i Selica Pérez Carpio.
A finals de 1957 va interpretar al Teatro de la Zarzuela l'òpera Las golondrinas de José María Usandizaga, amb Lina Huarte, Inés Rivadeneira, María Luisa Castellanos, Esteban Astarloa i Pau Vidal, sota la direcció de José Tamayo. Després es va retirar temporalment dels escenaris en quedar-se embarassada del seu primer fill.

## Concertista
Pel que fa a la seva carrera de concertista, va anar paral·lela a la carrera escènica. Va participar el novembre de 1947 en un homenatge al compositor Manuel de Falla, en el primer aniversari de la seva mort, durant el qual es va estrenar a Espanya la suite Homenajes, amb l'Orquestra Simfònica sota la direcció d'Ernesto Halffter. En aquest concert Toñy Rosado va cantar les parts vocals de El amor brujo i de les Set cançons populars espanyoles del compositor gadità.
El juny de 1949 va participar en un concert a Barcelona, al Palau de Pedralbes, en presència del cap d'Estat, el General Franco, amb l'Agrupació de Cambra de Barcelona. La va acompanyar al piano en Pere Vallribera.
Va estrenar a Espanya el maig de 1952, a l'Ateneu de Madrid, els Lieder eines fahrenden Gesellen (cançons del company errant) de Gustav Mahler amb l'Orquestra de Cambra de Madrid sota la direcció d'Ataúlfo Argenta. Aquest cicle el va presentar a diferents sales de concert d'Espanya, com ara a Pamplona el març de 1953. A finals de 1952 va tornar a participar en una estrena, amb la cantant saragossana Pilar Lorengar, en aquest cas la de Primavera del Portal del compositor Jesús García Leoz, al Teatre María Guerrero de Madrid. L'obra va ser a més enregistrada. L'obra va ser interpretada uns dies més tard a Sevilla, amb les mateixes cantants, orquestra i director. L'abril de 1953 va interpretar la Novena Simfonia de Beethoven a Valladolid, acompanyada dels cantants Manuel Ausensi, Sagrario Aramburu i Bartomeu Bardagí, amb l'Orfeó de Pamplona, l'Orquestra Nacional d'Espanya i el director Ataúlfo Argenta.
El 19 d'abril de 1954 tornava a oferir una primera audició a Espanya de Mahler, en aquest cas els Kindertotenlieder (Cançons pels que han mort essent nens), també a l'Ateneu de Madrid i a continuació els cantava al Palau de la Música Catalana de Barcelona el 22 de juny del mateix any. El juny va participar en el III Festival Internacional de Música de Granada, amb l'Orquestra Nacional d'Espanya sota la direcció d'Eduard Toldrà. En aquesta ocasió va cantar el cicle Lieder eines fahrenden Gesellen i El amor brujo de Manuel de Falla. El 29 d'octubre de 1954 repetia el cicle Lieder eines fahrenden Gesellen a Barcelona, al Palau de la Música Catalana, juntament amb el cicle de Cinc cançons negres de Xavier Montsalvatge, amb l'Orquestra Municipal de Barcelona dirigida per Eduard Toldrà.
L'any 1956 va cantar amb l'Orquestra Nacional d'Espanya, sota la batuta d'un jove Lorin Maazel (25 anys) el cicle Cuatro madrigales amatorios (1948) del compositor valencià Joaquín Rodrigo, amb una freda recepció per part del públic. Aquest any va anar de gira de concerts a Suïssa, Itàlia, França i Països Baixos. El maig de 1961 va participar en un seguit de concerts amb l'Orquestra Filharmònica de Madrid al sud de França, entre ells un a la ciutat francesa de Montpeller, sota la direcció d'Odón Alonso. El 1963 va anar de gira a Alemanya i Països Baixos. L'any 1964 va anar de gira de concerts per Europa un altre cop, acompanyada del pianista Miguel Zanetti, amb qui treballava des de 1957, que els va portar a Alemanya, Suècia, Països Baixos i França. En una d'aquestes ciutats van coincidir amb la pianista Alícia de Larrocha, la qual feia també una gira de concerts. El març de 1965 Miguel Zanetti i Toñy Rosado van oferir un exitós concert a la Salle Gaveau de París. El 1966 la seva gira internacional la portava a Portugal, a Lisboa i Porto, acompanyada del pianista Francisco Corostola.
El 1967 va participar en el Festival de Música Religiosa de Conca. El mateix any va tornar de gira per Europa, cantant en Polònia i Alemanya, acompanyada del pianista Francisco Corostela. L'any 1969 va cantar a Conca la Simfonia núm. 2 "Resurrecció" de Gustav Mahler a la Setmana Religiosa, amb Ana Higueras i l'Orquestra Nacional d'Espanya (ONE), dirigida per Theo Alcántara. L'any següent va participar en el mateix festival, en la IX Setmana, en la Missa en do major de Beethoven, juntament amb Ricardo Visus, ISabel Penagos i Julio Catania, amb l'Orquestra Filharmònica de Madrid sota la direcció de Jesús López Cobos. Va tornar a Conca per la XII Setmana de Música Religiosa l'any 1973, cantant les Dotze cançons religioses de Max Reger i juntament amb María Orán el Stabat Mater de Mozart.
El maig de 1971 va participar en un concert a la ciutat de Toledo, cantant cançons sefardites al llarg d'una conferència a la Sinagoga del Trànsit. Aquest tipus de música estaria present el alguns recitals seus fins a finals de l'any 1977.

## Altres
El 1972 va ser nomenada professora de cant de l'Escola Superior de Cant de Madrid, fundada por la seva professora Lola Rodríguez Aragón, i el desembre de 1978 va ser nomenada catedràtica d'aquesta Escola.
Es va retirar dels escenaris l'any 1975, cantant per últim cop a la ciutat de Badajoz. Va estar casada amb Guillermo Morales. El setembre de 1958 va tenir el seu primer fill, Guillermo José Morales Rosado.

## Guardons
- 1952: Medalla d'Or del Cercle de Belles Arts de Madrid.[71]
- 1953: Primer Premi del Concurs Internacional de la Villa de Lausana.[31]
- 1954: Premi de la Lírica Nacional d'Espanya.[71]

## Discografia
| Any  | Títol                                | Compositor                               | Intèrprets | Orquestra i Cors                                | Director        | Segell               |
| ---- | ------------------------------------ | ---------------------------------------- | --- | ----------------------------------------------- | --------------- | -------------------- |
| 1952 | Agua, azucarillos y aguardiente      | Federico Chueca                          | Toñy Rosado, Ana María Iriarte, Teresa Berganza, Antonio Pérez                                                        | Orquestra de Cambra de Madrid Cantors de Madrid | Ataúlfo Argenta | Alhambra MCC 25002   |
| 1952 | La verbena de la Paloma              | Tomás Bretón                             | Ana María Iriarte, Toñy Rosado, Manuel Ausensi, Marianela de Montijo, Carlos Oller, Inés Rivadeneria                  | Orquestra de Cambra de Madrid Cantors de Madrid | Ataúlfo Argenta | Alhambra MCC 30000   |
| 1954 | Los gavilanes                        | Jacinto Guerrero                         | Toñy Rosado, Teresa Berganza, Manuel Ausensi, Carlos Munguia                                                          | Orquestra de Cambra de Madrid Cantors de Madrid | Ataúlfo Argenta | Alhambra MCC 30002   |
| 1954 | La Gran Vía                          | Federico Chueca i Joaquín Valverde Durán | Ana María Iriarte, Toñy Rosado, Manuel Ausensi                                                                        | Gran Orquesta Sinfónica Cantors de Madrid       | Ataúlfo Argenta | Alhambra MCC 30064   |
| 1954 | La alegría de la huerta              | F Federico Chueca                        | Toñy Rosado, Teresa Berganza, Carlos Munguia, Arturo Díaz,                                                            | Gran Orquesta Sinfónica Cantors de Madrid       | Ataúlfo Argenta | Alhambra MCC 25006   |
| 1954 | La fiesta de San Antón               | Tomás López Torregrosa                   | Toñy Rosado, Teresa Berganza, Gerardo Monreal                                                                         | Gran Orquesta Sinfónica Cantors de Madrid       | Ataúlfo Argenta | Alhambra MCC 30083   |
| 1954 | La chula de Pontevedra               | Pablo Luna i Enric Bru Albiñana          | Inés Rivadeneira, Toñy Rosado, Manuel Ausensi, Gregorio Gil, Gerardo Monreal                                          | Gran Orquesta Sinfónica Cantors de Madrid       | Ataúlfo Argenta | Alhambra MCC 25019   |
| 1954 | El cabo primero                      | Manuel Fernández Caballero               | Toñy Rosado, Gerardo Monreal, Gregorio Gil, Ana María Fernández, Carlos S. Luque                                      | Gran Orquesta Sinfónica Cantors de Madrid       | Ataúlfo Argenta | Alhambra MCC 30011   |
| 1954 | Los de Aragón                        | Josep Serrano                            | Toñy Rosado, Pilar Lorengar, Manuel Ausensi, Enrique De La Vara, Luis Corbella                                        | Gran Orquesta Sinfónica Cantors de Madrid       | Ataúlfo Argenta | Alhambra MCC 25004   |
| 1954 | El santo de la Isidra                | Tomás López Torregrosa                   | Toñy Rosado, Gerardo Monreal, Carlos S. Luque, Rafael Campos, Gregorio Gil                                            | Gran Orquesta Sinfónica Cantors de Madrid       | Ataúlfo Argenta | Alhambra MCC 25015   |
| 1954 | La viejecita                         | Manuel Fernández Caballero               | Ana María Iriarte, Toñy Rosado, Carlos Munguia, Luis S. Luque, Gregorio Gil                                           | Orquestra de Cambra de Madrid Cantors de Madrid | Ataúlfo Argenta | Alhambra MCC 30010   |
| 1954 | El barquillero                       | Ruperto Chapí                            | Toñy Rosado, Carlos Munguia, Juan de Andía                                                                            | Gran Orquesta Sinfónica Cantors de Madrid       | Ataúlfo Argenta | Alhambra MCC 25003   |
| 1955 | Bohemios                             | Amadeu Vives                             | Toñy Rosado, Teresa Berganza, Manuel Ausensi, Carlos Munguia                                                          | Gran Orquesta Sinfónica Cantors de Madrid       | Ataúlfo Argenta | Alhambra MCC 30019   |
| 1955 | El asombro de Damasco                | Pablo Luna                               | Lina Huarte, Toñy Rosado, Manuel Ausensi, Gerardo Monreal, Arturo Díaz Martos, Carlos Munguia                         | Gran Orquesta Sinfónica Cantors de Madrid       | Ataúlfo Argenta | Alhambra MCC 30031   |
| 1960 | El Tambor De Granaderos La Alsaciana | Ruperto Chapí Jacinto Guerrero           | Toñy Rosado, Teresa Berganza, Gregorio Gil, Carlos Luque Pilar Lorengar, Isabel Ortiz, Manuel Ausensi, Carlos Munguia | Gran Orquesta Sinfónica Cantors de Madrid       | Ataúlfo Argenta | Alhambra MCC 30077   |
| 1962 | Maruxa                               | Amadeu Vives                             | Toñy Rosado, Pilar Lorengar, Manuel Ausensi, Enrique De La Vara, Luis Corbella                                        | Gran Orquesta Sinfónica Cantors de Madrid       | Ataúlfo Argenta | Alhambra MCC 30003/4 |
| 1962 | La Del Soto Del Parral               | Reveriano Soutullo i Joan Vert           | Pilar Lorengar, Toñy Rosado, Manuel Ausensi, Carlos Munguia                                                           | Gran Orquesta Sinfónica Cantors de Madrid       | Ataúlfo Argenta | Alhambra MCC 30025   |
| 1962 | El rey que rabió                     | Ruperto Chapí                            | Pilar Lorengar, Toñy Rosado, Manuel Ausensi, Carlos Munguia                                                           | Gran Orquesta Sinfónica Cantors de Madrid       | Ataúlfo Argenta | Alhambra MCC 30026   |
| 1969 | La tempestad                         | Ruperto Chapí                            | Pilar Lorengar, Toñy Rosado, Manuel Ausensi, Carlos Munguia                                                           | Gran Orquesta Sinfónica Cantors de Madrid       | Ataúlfo Argenta | Columbia C 7.507     |